# فرودگاه سملسبوری
فرودگاه سملسبوری (به انگلیسی: Samlesbury Aerodrome) یک فرودگاه خصوصی است که یک باند فرود آسفالت دارد و طول باند آن ۲۴۲۲ متر است. این فرودگاه در کشور انگلستان قرار دارد و در ارتفاع ۱۷ متری از سطح دریا واقع شده است.